# Serrapinnus kriegi
Serrapinnus kriegi är en fiskart som först beskrevs av Schindler, 1937.  Serrapinnus kriegi ingår i släktet Serrapinnus och familjen Characidae. Inga underarter finns listade i Catalogue of Life.